# Seznam zápasů československé fotbalové reprezentace 1922
V roce 1922 odehrála československá fotbalová reprezentace 4 mezistátních zápasy. Všechna utkání byla nesoutěžní. Celková bilance byla 2 výhry, 1 remíza a 1 porážka. Mužstvo postupně vedli: Josef Fanta, p.Žabokrtský, p.Kalina, p.Pelikán a p.Pechr

## Přehled zápasů
| 26. února 1922 přátelské |       |                        |                                                      |
| Itálie                   | 1 – 1 | Československo         | Motovelodromo, Turín diváci: 15 000 rozhodčí: Slawik |
| Adolfo Baloncieri 52'    |       | 84' Antonín Janda-Očko | Motovelodromo, Turín diváci: 15 000 rozhodčí: Slawik |

| 11. června 1922 přátelské |       |                                             |                                                        |
| Dánsko                    | 0 – 3 | Československo                              | Městský stadion, Kodaň diváci: 25 000 rozhodčí: Eymers |
|                           |       | 8' Antonín Janda-Očko 36', 49' Jan Dvořáček | Městský stadion, Kodaň diváci: 25 000 rozhodčí: Eymers |

| 28. června 1922 přátelské                    |       |                                                    |                                                |
| Jugoslávie                                   | 4 – 3 | Československo                                     | Concordie, Záhřeb diváci: 8 000 rozhodčí: Pick |
| Geza Abraham 40', 60' Branko Zinaja 72', 74' |       | 16' Jan Dvořáček 21' Jan Vaník 25' František Plodr | Concordie, Záhřeb diváci: 8 000 rozhodčí: Pick |

| 13. srpna 1922 přátelské |       |                                         |                                                |
| Švédsko                  | 0 – 2 | Československo                          | ???, Stockholm diváci: 20 000 rozhodčí: Hansen |
|                          |       | 29' Rudolf Sloup-Štapl 37' Jan Dvořáček | ???, Stockholm diváci: 20 000 rozhodčí: Hansen |

## Soupisky jednotlivých utkání

### ČSR - Itálie
- ČSR: Antonín Kaliba - Antonín Ratzensberger, Emil Seifert - František Kolenatý, Ferdinand Hajný, Antonín Perner - František Plodr, Antonín Janda-Očko, Jan Vaník, Jaroslav Vlček (46. Otto Bohata), Josef Jelínek

- Itálie: Clemente Morando - Umberto Caligaris, Renzo De Vecchi - Ottavio Barbieri, Luigi Burlando, Romano - Magliavacca, Luigi Cevenini, Giovanni Moscardini, Adolfo Baloncieri, Ernesto Bonino

### ČSR - Dánsko
- ČSR: Antonín Kaliba - Antonín Hojer, Miroslav Pospíšil - František Kolenatý, Karel Pešek, Antonín Perner - Josef Sedláček, Antonín Janda-Očko, Václav Pilát, Jan Dvořáček, František Císař

- Dánsko: Poul Graae - Steen Steensen Blicher, Valdemar Laursen - Fritz Tarp, Jensen, Christian Grøthan - O. Larsen, Petersen, Nielsen, Michael Rohde, Hansen

### ČSR - Jugoslávie
- ČSR: František Kopřiva - Emil Tichay, František Krejčí - Štěpán Matěj, Adolf Burger, Emil Seifert - František Plodr, Rudolf Sloup-Štapl, Jan Vaník, Jan Dvořáček, Josef Jelínek

- Jugoslávie: Malenčić - Stjepan Vrbančić, Jaroslav Šifer - Dragutin Vragović, Artur Dubravčić, Rudolf Rupec - Geza Abraham, Branko Zinaja, Emil Perška, Vladimir Vinek, Ivan Šojat

### ČSR - Švédsko
- ČSR: Antonín Kaliba - Antonín Hojer, Pospíšil - František Kolenatý, Karel Pešek, Antonín Perner - Josef Sedláček, Rudolf Sloup-Štapl, Jan Vaník, Jan Dvořáček, Karel Feller

- Švédsko: Sigfrid Lindberg - Valdus Lund, Thorsten Svensson - Levin, Sven Friberg, Ivar Klingström - Rune Wenzel, Ohlsson, Herbert Karlsson, Albin Dahl, Rudolf Kock